# Яма (йога)
Яма (санскр. यम, IAST: yama) — в индийских религиях и йоге перечень основных морально-этических правил поведения человека. Первая ступень йоги, описанная в Йога-сутрах Патанджали, Сиддха-сиддханта-паддхати и других источниках.
Яма тесно связанная со второй ступенью йоги ниямой, предписывающей правила самодисциплины.
Согласно Йога-сутрам Патанджали «яма» включает пять основных принципов:
1. Ахимса — ненасилие (в том числе вегетарианство)[5].
2. Сатья — правдивость в отношении себя и других.
3. Астея — неприсвоение чужого (неворовство).
4. Брахмачарья — состояние ума, при котором брахмачари (тот, кто придерживается брахмачарьи) полностью увлечен изучением святого ведического знания, постоянно пребывает в Брахмане и ведает, что всё сущее существует в Брахмане[6].
5. Апариграха — нестяжательство (неприятие даров), ненакопительство, непривязанность.

Во многих других писаниях (например, в Шандилья-упанишаде, Сиддха-сиддханта паддхати, Хатха-йога-прадипика) упоминаются десять принципов Ямы:
1. Ахимса
2. Сатья
3. Астея
4. Брахмачарья
5. Кшама — милосердие, прощение, терпение.
6. Дхрити — стойкость.
7. Дайя — сострадание.
8. Арджава — честность, прямодушие.
9. Митахара — умеренный аппетит.
10. Шауча — чистота тела и ума.

При традиционном обучении йоге ямы дает гуру, в зависимости от ситуаций и особенностей развития ученика.